# Hanne Uldal
 Der er for få eller ingen kildehenvisninger i denne artikel, hvilket er et problem. Du kan hjælpe ved at angive troværdige kilder til de påstande, som fremføres i artiklen.

Hanne Uldal (født 14. maj 1950) er en dansk sanger og skuespiller. Hanne Uldal er uddannet skuespiller fra Statens Teaterskole, Statens Scenekunstskole, i 1973. Hanne Uldal havde sin teaterdebut i 1973 på Det Ny Teater i rollen som Nanette i den musikalske komedie No, No, Nanette, og som revyskuespiller i den første Hjørringrevy, ligeledes i 1973. Hun har i de følgende år spillet et varieret repertoire på de Københavnske teatre. I 1980'erne havde Hanne Uldal mange opgaver på Det ny Teater under Knud Poulsen, og senere har Betty Nansen Teatret, under ledelse af Henrik Hartmann og Peter Langdal, dannet rammen om mange af Hanne Uldals teateropgaver. I 2015 skal Betty Nansen Teatret genopsætte Black Rider, hvor Hanne Uldal har rollen som Anna. I 2018 optrådte hun ved Zulu Comedy Galla i rollen som Bodil fra A.P. Møller Fonden.

## Privatliv
Hanne Uldal dannede i perioden 1973 til 1975 par med skuespilleren, teater- og filmmanden samt teaterdirektøren Peter Schrøder, med hvem hun har sønnen Mikkel Schrøder født 1974. I årene 1979-88 var Hanne Uldal gift med filmmanden Jørgen Leth, med hvem hun har børnene Kristian Leth født 1980 og Tomas Leth født 1981. Parret havde i årene 1982 - 1988 produktionsselskabet, Leth og Uldal Productions, hvor Hanne Uldal producerede Jørgen Leths film. Hanne Uldal var derefter gift med Jens Aas indtil 2012. Parret har sønnen Julius Aas født i 1992.

## Filmografi

### Film
- Skal vi danse først? (1979)
- Udenrigskorrespondenten (1983)
- Notater om kærligheden (1989) – et billeddigt.
- Caroline - den sidste rejse (2010)
- Julemandens datter 2 - Jagten på Kong Vinters krystal (2020)
- Den næstsidste (2021)

### Tv-serier
- Ludvigsbakke (1978)
- Rejseholdet (2000-2004)
- De udvalgte (2001)
- Bedre skilt end aldrig (2016)

## Udvalgte priser og hædersbevisninger
- 2015: Reumert (for bedste kvindelige birolle i Cabaret, Det Kongelige Teater)[1]